# Josino Akira
Josino Akira, japánul: 吉野 彰, (Szuita, 1948. január 30. –) japán vegyész, aki a lítiumion-akkumulátorok kifejlesztésében tett eredményeiért elnyerte a 2019-es kémiai Nobel-díjat.